# U-965
| U-965                                    | U-965 | U-965 |
| ---------------------------------------- | --- | --- |
|                                          | | |
|                                          | | |
| Зображення підводного човна підтипу VIIC | | |
| Під прапором                             | Третій Рейх | Третій Рейх |
| Спуск на воду                            | 14 січня 1943 року | 14 січня 1943 року |
| Виведений зі складу флоту                | 25 лютого 1943 року | 25 лютого 1943 року |
| Сучасний статус                          | 30 березня 1945 року затоплений у Норт-Мінчі глибинними бомбами британських фрегатів «Конн» і «Руперт»                              | 30 березня 1945 року затоплений у Норт-Мінчі глибинними бомбами британських фрегатів «Конн» і «Руперт»                              |
| Проєкт                                   | | |
| Тип ПЧ                                   | Торпедний ДПЧ | Торпедний ДПЧ |
| Розробник проєкту                        | Blohm + Voss, Гамбург | Blohm + Voss, Гамбург |
| Вартість                                 | 4 439 000 ℛℳ | 4 439 000 ℛℳ |
| Основні характеристики                   | | |
| Швидкість (надводна)                     | 17,9 вузла | 17,9 вузла |
| Швидкість (підводна)                     | 8 вузлів | 8 вузлів |
| Робоча глибина занурення                 | 100 м | 100 м |
| Гранична глибина занурення               | 220 м | 220 м |
| Автономність плавання                    | 8500 миль (15 700 км) на швидкості 10 вузлів (18,6 км/год) (надводна) 80 миль (150 км) на швидкості 4 вузли (7,4 км/год) (підводна) | 8500 миль (15 700 км) на швидкості 10 вузлів (18,6 км/год) (надводна) 80 миль (150 км) на швидкості 4 вузли (7,4 км/год) (підводна) |
| Екіпаж                                   | 44—60 осіб | 44—60 осіб |
| Розміри                                  | | |
| Довжина найбільша (по КВЛ)               | 67,1 м | 67,1 м |
| Ширина корпусу найб.                     | 6,2 м | 6,2 м |
| Висота                                   | 9,6 м | 9,6 м |
| Середня осадка (по КВЛ)                  | 4,74 м | 4,74 м |
| Водотоннажність надводна                 | 769 т | 769 т |
| Озброєння                                | | |
| Артилерія                                | 1 × 88-мм палубна гармата SK C/35                                                                                                   | 1 × 88-мм палубна гармата SK C/35                                                                                                   |
| Торпедно- мінне озброєння                | 4 носових і один кормовий ТА 14 торпед або 26 мін TMA                                                                               | 4 носових і один кормовий ТА 14 торпед або 26 мін TMA                                                                               |
| ППО                                      | 1 × 37-мм зенітна гармата Flak M42 2 × 20-мм зенітні гармати FlaK 30                                                                | 1 × 37-мм зенітна гармата Flak M42 2 × 20-мм зенітні гармати FlaK 30                                                                |

U-965 — німецький середній підводний човен типу VIIC, що входив до складу Військово-морських сил Третього Рейху за часів Другої світової війни. Закладений 4 травня 1942 року на верфі Blohm + Voss у Гамбурзі. Спущений на воду 14 січня 1943 року, а 25 лютого 1943 року корабель увійшов до складу 5-ї навчальної флотилії ПЧ ВМС нацистської Німеччини.

## Історія служби
U-965 належав до німецьких підводних човнів типу VIIC, однієї з модифікацій найчисленнішого типу субмарин Третього Рейху, яких випущено 703 одиниці. Службу розпочав у складі 5-ї навчальної та з 1 січня 1944 року — після завершення підготовки — в 11-й та пізніше в 13-ій бойових флотиліях ПЧ Крігсмаріне. У січні 1944 — березні 1945 року підводний човен здійснив сім бойових походів в Атлантичний океан, під час яких не потопив та не пошкодив жодного судна противника.
30 березня 1945 року U-965 потоплений в Норт-Мінчі глибинними бомбами британських фрегатів «Конн» і «Руперт». Всі 51 члени екіпажу загинули.

## Командири
- Капітан-лейтенант Клаус Олінг (25 лютого 1943 — 6 червня 1944)
- Оберлейтенант-цур-зее Гюнтер Унферцагт (7 червня 1944 — 30 березня 1945)